# Renato Ravasio
Renato Ravasio (Chignolo d'Isola, 27 ottobre 1945) è un politico italiano.

## Biografia
Esponente della Democrazia Cristiana, ricoprì la carica di deputato per due legislature, venendo eletto alle politiche del 1983 (36.061 preferenze) e alle politiche del 1987 (40.363 preferenze).
In occasione delle politiche del 1992 fu eletto al Senato per il collegio di Bergamo.
Terminò il mandato parlamentare nel 1994.